# 陳柏衡
陳柏衡（英語：Chan Pak Hang，1992年11月21日—），生於香港，足球運動員，司職左中場，目前擔任香港甲組聯賽球會西貢足球員兼梯隊教練。

## 球員生涯
陳柏衡生於香港，於2011年轉會到甲組球會南華預備組，在2010/11球季轉會期期間獲提拔到南華一隊，並於2011年10月22日對以年輕球員組成的港菁的聯賽時，在職業生涯首度登場，最終協助南華以5–0勝出。
在2012年夏天，陳柏衡轉會到甲組球會太陽飛馬。不過他在2016年10月涉嫌打假波被廉政公署拘捕，最終廉政公署於2017年6月28日落案起訴連同他在內的5名飛馬前球員，控告他們涉嫌提供及收受共6萬港元賄款，並串謀詐騙以操控或企圖操控由香港足總舉辦的3場預備組聯賽賽果。
2018年4月19日，香港區域法院以無合理疑點裁定陳柏衡的罪名不成立。
在2018夏天，陳柏衡獲新任港超聯球會元朗教練郭嘉諾引薦加盟。
到2019/20球季，陳柏衡重回飛馬。2021年6月，陳柏衡在社交平台宣布離隊。

## 榮譽
香港飛馬
- 香港足總盃冠軍（2015–16季度）
- 香港菁英盃冠軍（2015–16季度）

香港代表隊
- 港澳埠際賽冠軍（2012、2013、2014年）

## 外部連結
- 香港足球總會網頁球員資料 （页面存档备份，存于）